# Synagoge (Arcachon)

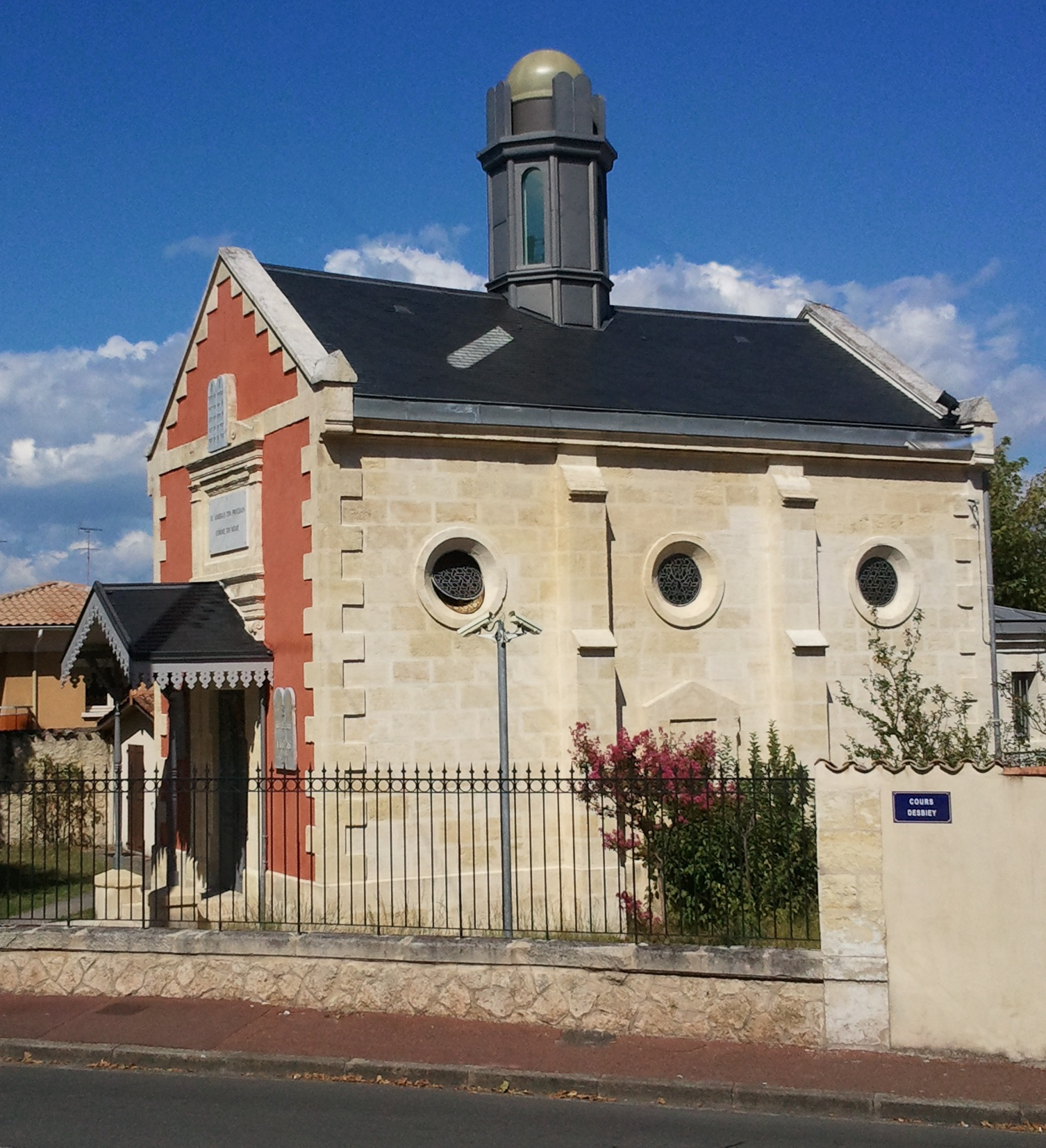
Synagoge in Arcachon

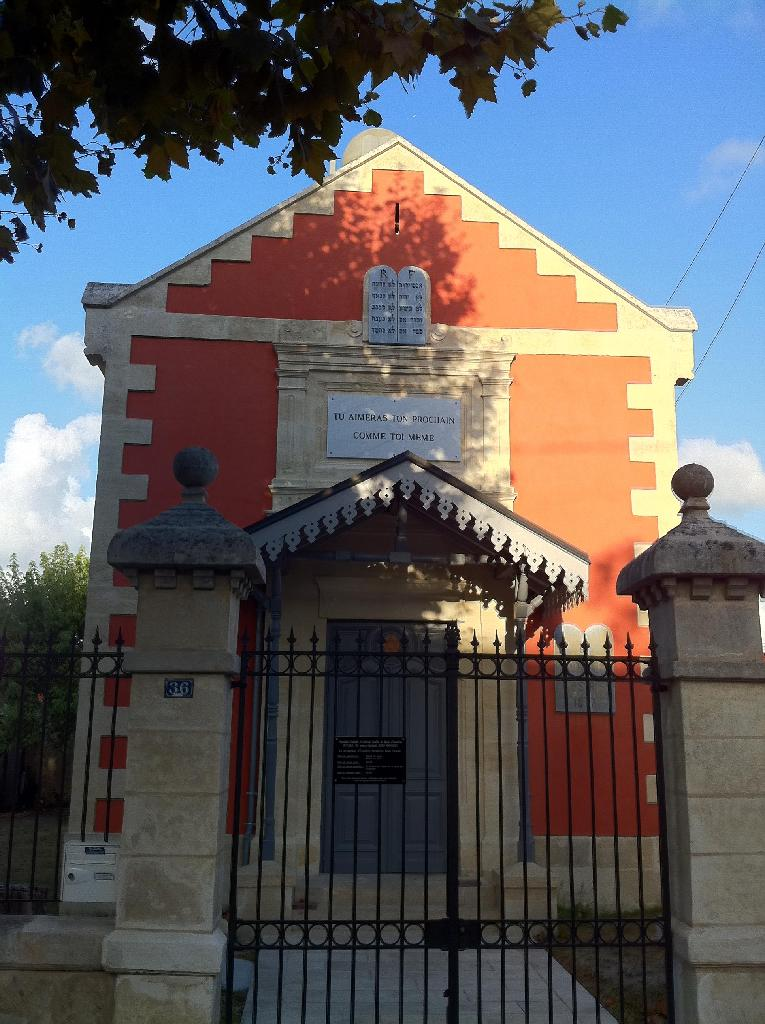
Straßenseite mit Eingang

Die Synagoge in Arcachon, einer französischen Gemeinde im Département Gironde in der Region Nouvelle-Aquitaine, wurde von 1877 bis 1879 nach Plänen des Architekten Stanislas Ferrand errichtet. Die Synagoge in der Avenue Gambetta Nr. 36 steht seit 2004 als Monument historique auf der Liste der Baudenkmäler in Frankreich.
Die Synagoge wird auch als Synagogue Osiris oder Temple Osiris bezeichnet, da Daniel Iffla (genannt Osiris) ihren Bau finanzierte. Sie wurde 1879 anlässlich der Hochzeit seiner Nichte Emma Moyse mit Sigismund Bardac eingeweiht. Iffla schenkte das Gebäude dem Consistoire Régional Israélite de Bordeaux.
Im Jahr 2011 wurde die Synagoge renoviert. Es finden ganzjährig Gottesdienste statt.